# Indian
Indian è una casa motociclistica statunitense. Nata nel 1901, dopo la chiusura nel 1953 e una serie di successioni e creazioni di aziende con il marchio Indian, lo stesso è adesso utilizzato dalla Indian Motorcycle Company, fondata nel 2004 e acquistata nel 2011 dalla Polaris Industries.
Indian è quindi la casa motociclistica più antica d'America e fu un tempo la più grande industria motociclistica al mondo. I modelli di motocicletta più popolari furono The Scout, costruito fino alla seconda guerra mondiale, e The Chief che è stato prodotto dal 1922 al 1953.

## La Indian Motocycle Manufacturing Company: 1901 - 1953

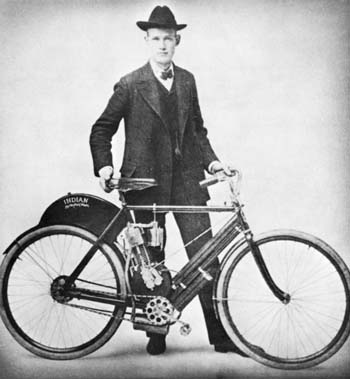
Hedström con il primo prototipo Indian nel 1901

L'azienda venne fondata da George M. Hendee e Carl Oscar Hedström, entrambi appassionati ciclisti, che studiarono e progettarono il loro primo modello dotando un telaio ciclistico di un propulsore monocilindrico erogante 1,75 hp. I primi esemplari venduti risalgono al 1901, pertanto riconosciuto ufficialmente come anno di nascita della Indian, facendone quindi la più antica casa motociclistica americana.
Tra l'altro nel 1902 con una Indian Hedström conseguì il record di velocità mondiale a 56 mph.
Il successo arrise subito alla nuova compagnia e la produzione passò dai 500 esemplari circa del 1904 agli oltre 32.000 costruiti nel 1913, rendendola la principale Casa statunitense (primato perso al termine della prima guerra mondiale a favore della principale concorrente, la Harley-Davidson).
Nel 1907 venne presentato il primo bicilindrico a V al fine di aumentare coppia e potenza, mentre l'azienda continuava a collezionare numerosi successi in gara e record di vario tipo come quello ottenuto nel 1914 da Erwin "Cannonball" Baker che attraversò gli Stati Uniti d'America da San Diego a New York in soli 11 giorni 12 ore e 10 minuti.
Nel frattempo la fama della Indian varcò l'Atlantico grazie ai successi sportivi, tra cui c'è da rimarcare quello del Tourist Trophy dell'Isola di Man del 1911 dove ottenne una storica tripletta. Un aneddoto riporta a titolo di curiosità che le motociclette erano sprovviste di freno anteriore, seguendo le opinioni americane del tempo sulla loro pericolosità.
Sempre negli anni dieci vide la luce un modello di successo, la Powerplus, sempre nella configurazione a V con valvole laterali, che venne venduta sia in patria che all'estero.
Gli anni a cavallo della prima guerra mondiale furono però anche quelli che modificarono profondamente l'azienda con il ritiro dei due fondatori; Hedström lasciò l'azienda nel 1913 seguito dall'ex socio Hendee che la lasciò nel 1916.

### Il periodo tra le due guerre mondiali

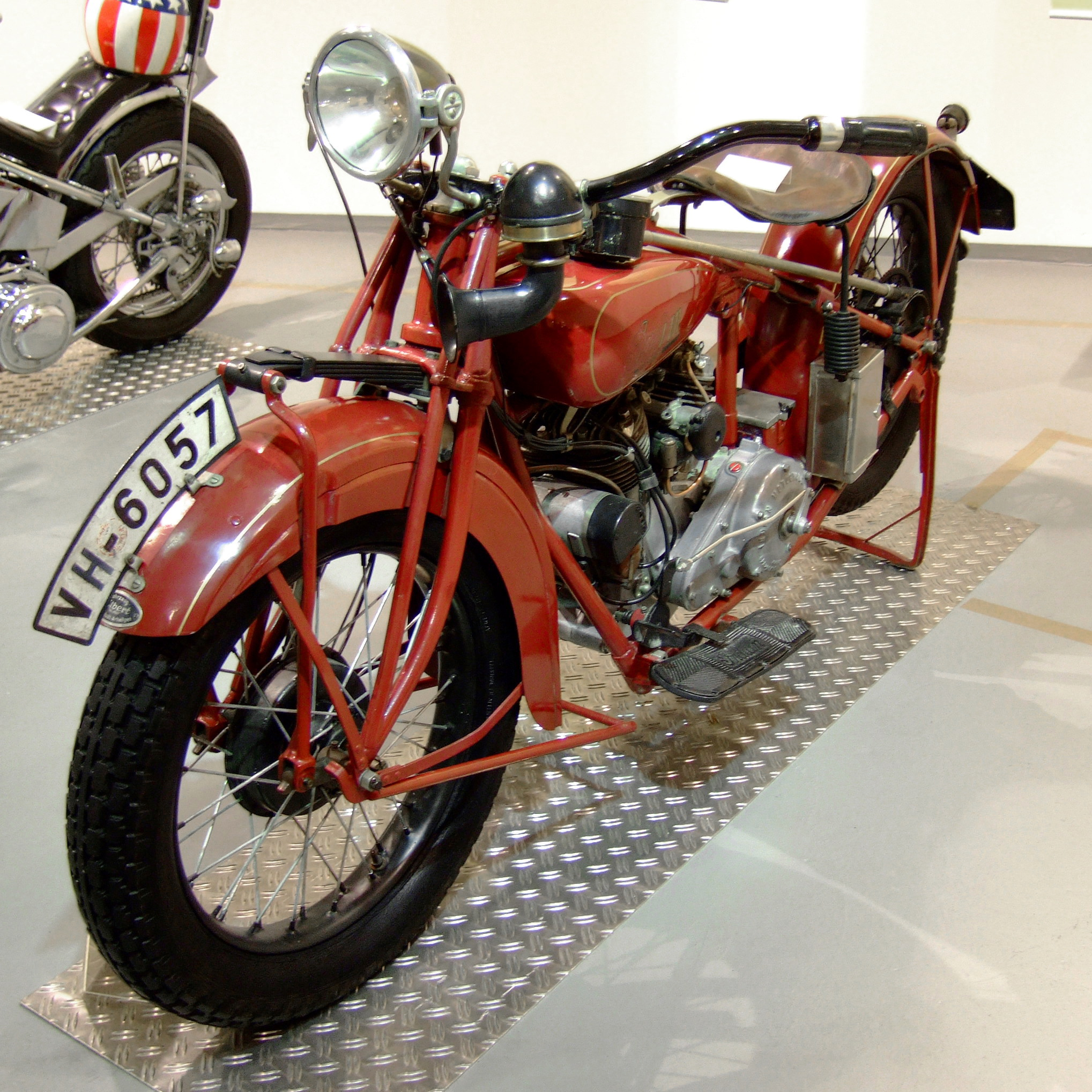
Una Indian Scout

Agli anni venti risale la presentazione dei modelli Indian di maggior successo, la Scout (più piccola ed economica) e la Chief (più costosa e dotata di un propulsore 'Big twin'), che condividevano la stessa tipologia di motore bicilindrico a V da 42°, con una cilindrata di 596 cm³ per la prima, e di circa 1.000 cm³ per la seconda.

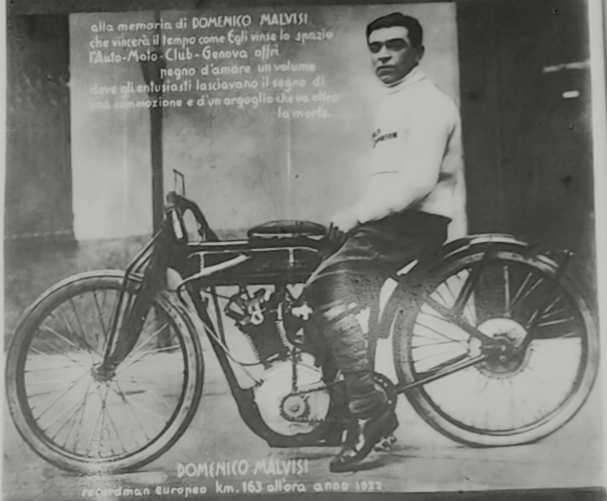
Domenico Malvisi 1889-1926 (vincitore 1921 categoria 750cc. della Targa Florio, recordman europeo km. 163/h. anno 1922. (foto tomba cimitero di Loano)

Entrambe si guadagnarono in breve tempo fama di robustezza e affidabilità, cosa che le fece restare nel catalogo della casa, con vari ammodernamenti, per circa un trentennio. Caratteristiche estetiche peculiari di questi modelli erano i parafanghi avvolgenti e lo stemma sul serbatoio, tali da renderle immediatamente identificabili.

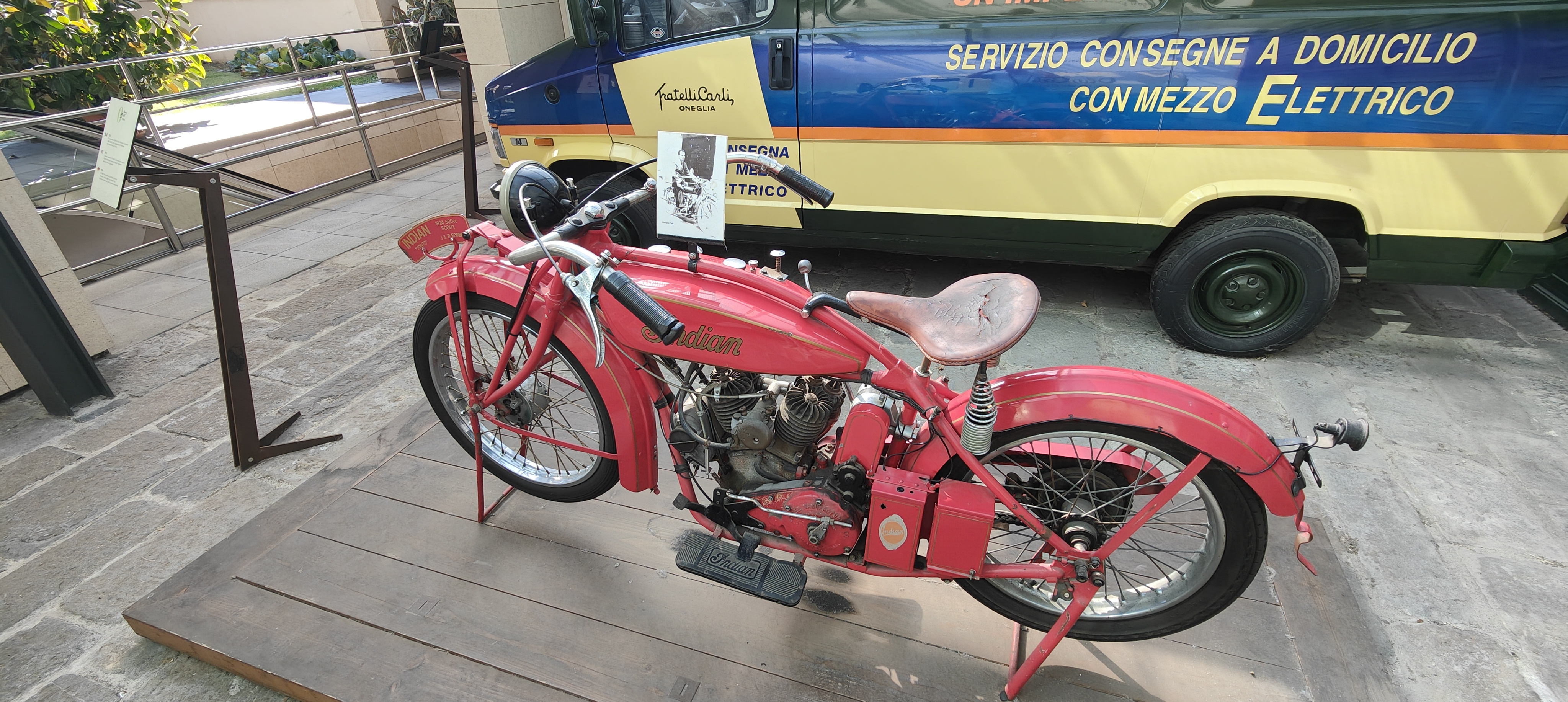
Moto Indian del 1924 usata per consegnare l'olio Carli

Le vicissitudini aziendali, dopo l'acquisto dell'azienda concorrente Ace Motor Corporation, avvenuto nel 1927 e che portò in dote alla Indian nuovi propulsori 4 cilindri in linea per completare la gamma che già comprendeva monocilindrici di media cubatura, videro nel 1930 l'unione con la casa automobilistica Du Pont Motors; ben presto venne però cessata la produzione automobilistica per concentrarsi su quella delle due ruote (scelta che si rivelò ben presto disastrosa, dato l'enorme successo delle automobili sul mercato interno).
La grande Depressione successiva al 1929 fu molto dannosa, portando la produzione ad un livello di circa 4.500 esemplari annui, mantenuto perlopiù invariato sino alla seconda guerra mondiale. Indian restava in ogni caso la più temibile concorrente della maggiore casa motociclistica del paese, la Harley-Davidson, nonostante la gamma più ristretta, essenzialmente grazie alla fama di robustezza ed affidabilità di cui godeva.

### La guerra e la liquidazione della Indian Motocycles

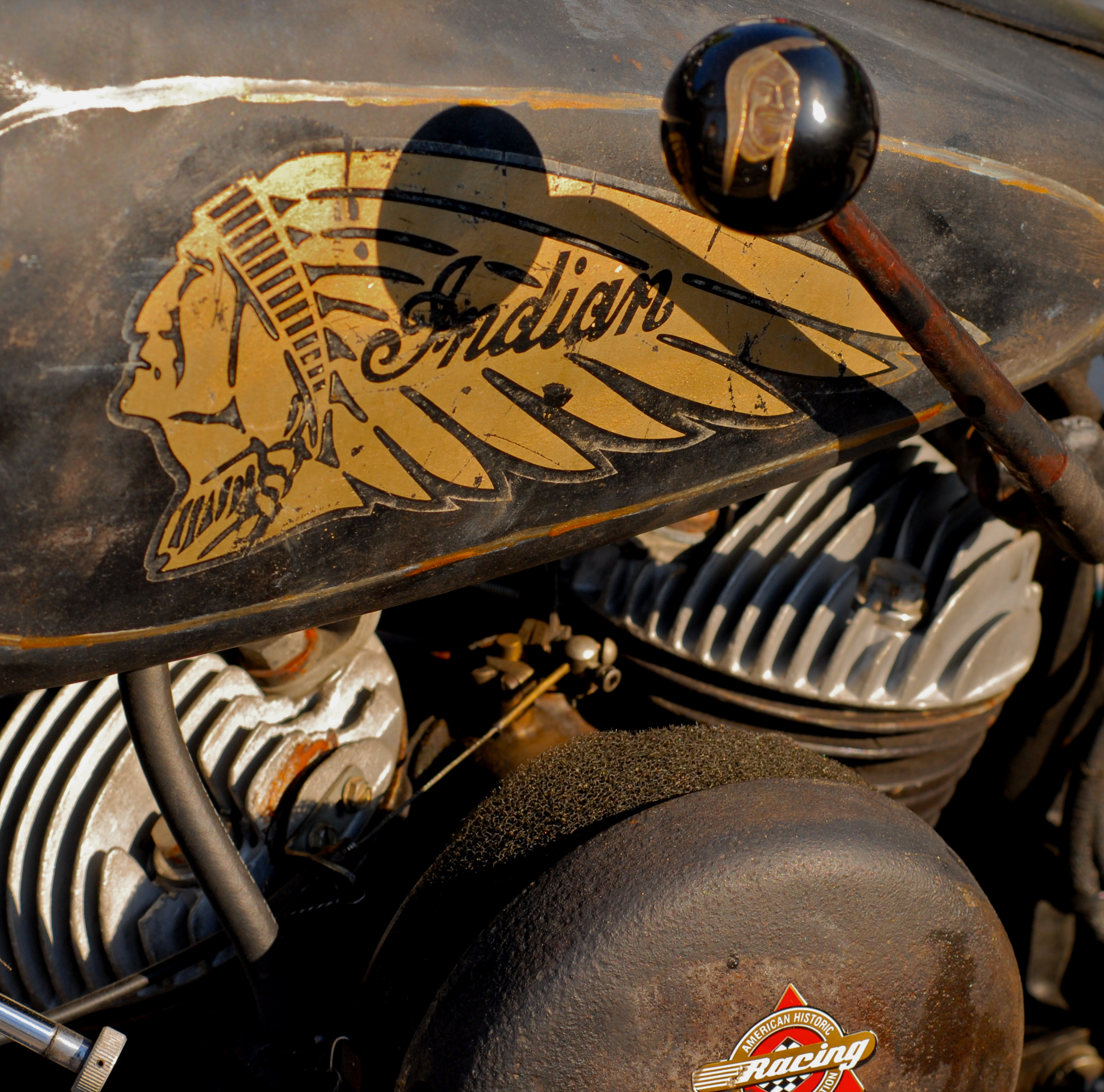
Lo stemma storico

La Indian dedicò tutte le sue energie nel periodo bellico alla produzione di veicoli per le forze armate, cosa che le fece pressoché abbandonare il settore civile e portò anche un grave periodo di crisi nel momento in cui si trovò i magazzini pieni di ricambi invenduti per i modelli militari. Proprio per esaudire le richieste dei vertici militari venne anche progettata la Indian 841 dotata di trasmissione a giunto cardanico, soluzione giudicata più adatta per quell'uso specifico. Il mezzo però, al pari del concorrente progettato da Harley-Davidson, non ebbe una grande diffusione avendo le forze armate giudicato più favorevole l'utilizzo delle nuove Jeep.
La nuova proprietà subentrata alla precedente DuPont fece un tentativo di risollevare l'azienda con la messa in produzione di alcuni nuovi modelli, di piccola cilindrata rispetto allo standard a cui erano abituati gli estimatori del marchio. L'iniziativa non ebbe però successo e la produzione in proprio di motocicli terminò definitivamente nel 1953, lasciando alla Harley-Davidson il ruolo di unico produttore di motociclette statunitense per molti anni.

## Le vicende del marchio Indian: 1955- 1998
Dal 1955 al 1960 si videro ancora sul mercato modelli marchiati Indian, ma erano costruiti dalla Royal Enfield su cui era stato appiccicato il famoso stemma dei nativi americani.
Nel 1960 il marchio Indian fu acquistato dalla AMC, con l'intenzione di vendere moto Matchless e AJS sotto marchio Indian. L'operazione non andò in porto per la chiusura della AMC nel 1962.
Negli anni sessanta fu l'imprenditore Floyd Clymer a far rimarchiare prodotti d'importazione come Indian. Alla sua morte, Alan Newman acquistò i macchinari e l'azienda nel frattempo formatasi per importare e marchiare moto italiane, producendone anche alcune a Taipei (Taiwan). Nel 1974 vi fu l'idea di rimettere su strada una Indian di alta cilindrata, con motore Ducati 860, ma il progetto fallì. La nuova società fu dichiarata fallita nel 1977. Altri imprenditori (Philip Zanghi, Wayne Baughman, Eller Industries) si impossessarono del marchio, senza mai avviare alcuna produzione in serie.

## La Indian Motorcycle Company of America: 1998- 2003
Alla fine degli anni novanta prese vita la Indian Motorcycle Company of America. La compagnia iniziò la produzione di motocicli nel 1999 a Gilroy, California. La prima  "Gilroy Indian" fu la Chief, e dal 2001 iniziò la commercializzazione di Scout e Spirit. Anche la Indian Motorcycle Corporation fallì e cessò la produzione nel 2003.

## La Indian Motorcycle Company: dal 2006
Nel 2006 la Indian Motorcycle Company, una nuova società, fu fondata dalla Stellican Limited di Londra e iniziò la produzione delle moto già progettate dai primi anni 2000.
Nel 2011 il marchio e l'azienda sono stati acquistati dalla compagnia Polaris Industries, che già si occupava di produzione motociclistica con il marchio Victory, e nel 2013 sono stati presentati 3 nuovi modelli con motore di 1.811 cm³: la Chief Classic, la Chief Vintage e la Chieftain.

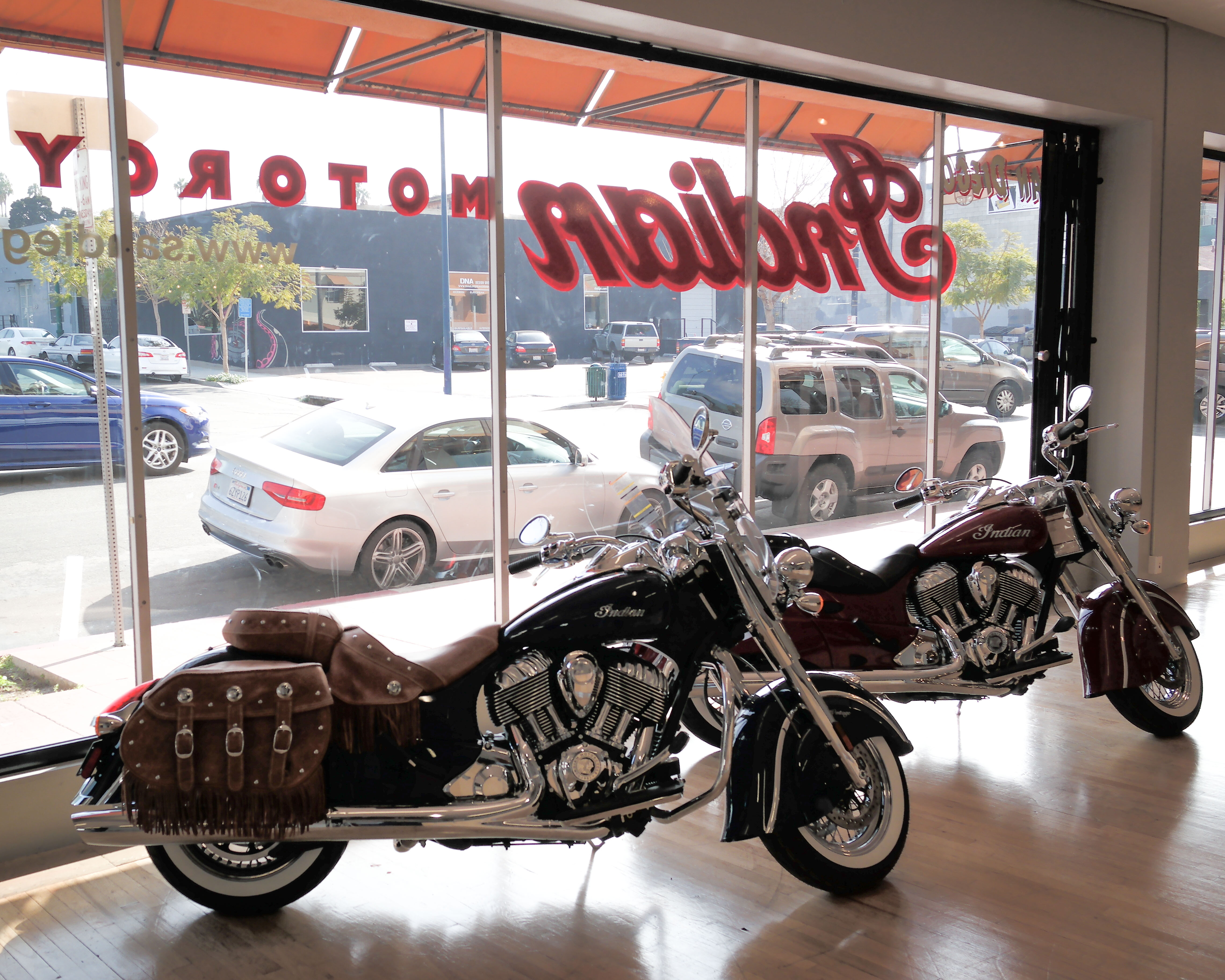
La Chief Vintage e la Classic MY 2014

## Curiosità
Nel 1967 sul lago salato di Bonneville Speedway, il neozelandese Burt Munro stabilì con la sua Indian Scout, acquistata nel 1920 e da lui modificata, il record di classe (cilindrata inferiore a 1000 cm³) alla velocità di 295,5 km/h, e durante le qualifiche fu cronometrato a 305,9 km/h. L'impresa nel 2005 fu narrata nel film Indian - La grande sfida con Anthony Hopkins.